# 高原村 (徳島県)
高原村（たかはらそん）は、徳島県にあった村である。1955年3月31日、合併して名西郡石井町となり消滅した。

## 地理
- 川：飯尾川

## 歴史
- 1889年10月1日 - 町村制施行に伴い、名西郡高原村、中島村が合併し、高原村が成立。
- 1955年3月31日 - （旧）石井町、藍畑村、浦庄村、高川原村と合併して石井町となり消滅。

## 交通

### 道路
国道
- 国道192号

都道府県道
- 徳島県道30号徳島鴨島線
- 徳島県道・香川県道34号石井引田線